# Jenny Slate
Jennifer Sarah Slate (Milton, 25 marzo 1982) è un'attrice e comica statunitense.

## Biografia
Nata a Milton, nel Massachusetts, in una famiglia ebraica, secondogenita delle tre figlie di Ron Slate (n. 1950), un imprenditore e poeta amatoriale, vice-presidente della EMC Corporation (un'impresa nel campo delle telecomunicazioni) e, in seguito, amministratore delegato d'una startup di biotecnologie, e di Nancy Gilson, una ceramista. Una sua nonna nacque a Cuba, ma crebbe però in Francia (da cui poi emigrò negli Stati Uniti a causa della seconda guerra mondiale), da genitori ebrei originari rispettivamente della Russia e della Turchia.

## Filmografia parziale

### Attrice

#### Cinema
- Obvious Child, regia di Gillian Robespierre – cortometraggio (2009)
- Marcel the Shell with Shoes On, regia di Dean Fleischer-Camp – cortometraggio (2010)
- Alvin Superstar 3 - Si salvi chi può! (Alvin and the Chipmunks: Chipwrecked), regia di Mike Mitchell (2011)
- Una spia non basta (This Means War), regia di McG (2012)
- Il bambino che è in me - Obvious Child (Obvious Child), regia di Gillian Robespierre (2014)
- 7 giorni per cambiare (The Longest Week), regia di Peter Glanz (2014)
- Un tranquillo weekend di mistero (Digging for Fire), regia di Joe Swanberg (2015)
- Un weekend al limite (Joshy), regia di Jeff Baena (2016)
- Brain on Fire, regia di Gerard Barrett (2016)
- Gifted - Il dono del talento (Gifted), regia di Marc Webb (2017)
- Landline, regia di Gillian Robespierre (2017)
- Il re della polka (The Polka King), regia di Maya Forbes (2017)
- Aardvark, regia di Brian Shoaf (2017)
- Hotel Artemis, regia di Drew Pearce (2018)
- Venom, regia di Ruben Fleischer (2018)
- On the Rocks, regia di Sofia Coppola (2020)
- I Want You Back, regia di Jason Orley (2022)
- Everything Everywhere All at Once, regia di Daniel Kwan e Daniel Scheinert (2022)
- It Ends With Us - Siamo noi a dire basta (It Ends With Us), regia di Justin Baldoni (2024)

#### Televisione
- Starved – serie TV, episodio 1x07 (2005)
- Honesty – serie TV, episodio 1x05 (2007)
- The Whitest Kids U' Know – serie TV, episodio 2x01 (2008)
- Important Things with Demetri Martin – serie TV, episodio 1x04 (2009)
- Late Night with Jimmy Fallon – talk show, 8 puntate (2009)
- Brothers – serie TV, episodi 1x07-1x08 (2009)
- Saturday Night Live – serie TV, 22 episodi (2009-2010)
- Bored to Death - Investigatore per noia (Bored to Death) – serie TV, 5 episodi (2009-2010)
- Girls – serie TV, episodio 1x09 (2012)
- Aiutami Hope! (Raising Hope) – serie TV, episodi 3x02-3x03 (2012)
- Catherine – serie TV, 12 episodi (2013)
- Hello Ladies – serie TV, 4 episodi (2013)
- Pulling, regia di Jason Moore – film TV (2013)
- Kroll Show – serie TV, 14 episodi (2013-2015)
- House of Lies – serie TV, 11 episodi (2013-2015)
- Parks and Recreation – serie TV, 10 episodi (2013-2015)
- Brooklyn Nine-Nine – serie TV, episodio 2x01 (2014)
- Married – serie TV, 13 episodi (2014-2015)
- Dying for Sex, regia di Shannon Murphy e Chris Teague – miniserie TV (2025)

### Doppiatrice
- Ugly Americans – serie animata, episodio 12x10 (2011)
- Lorax - Il guardiano della foresta (The Lorax), regia di Chris Renaud e Kyle Balda (2012)
- Bob's Burgers – serie animata, 41 episodi (2012-in corso)
- Marco e Star contro le forze del male (Star vs. the Forces of Evil) – serie animata, 25 episodi (2015-2019)
- Zootropolis (Zootopia), regia di Byron Howard e Rich Moore (2016)
- Pets - Vita da animali (The Secret Life of Pets), regia di Chris Renaud e Yarrow Cheney (2016)
- Animals. – serie animata, episodio 1x08 (2016)
- Cattivissimo me 3 (Despicable Me 3), regia di Pierre Coffin, Kyle Balda e Eric Guillon (2017)
- LEGO Batman - Il film (The Lego Batman Movie), regia di Chris McKay (2017)
- Big Mouth – serie animata, 29 episodi (2017-in corso)
- Comrade Detective – serie TV, 6 episodi (2017)
- Muppet Babies – serie animata, 29 episodi (2018-in corso)
- Pets 2 - Vita da animali, regia di Chris Renaud (2019)
- Marcel the Shell (Marcel the Shell with Shoes On), regia di Dean Fleischer-Camp (2021)
- The Electric State, regia di Anthony e Joe Russo (2025)

## Doppiatrici italiane
Nelle versioni in italiano delle opere in cui ha recitato, Jenny Slate è stata doppiata da: 
- Myriam Catania in Alvin Superstar 3 - Si salvi chi può!, Dying for Sex
- Elena Perino in Bored to Death - Investigatore per noia
- Francesca Tardio in Everything Everywhere All at Once
- Joy Saltarelli in Gifted - Il dono del talento
- Roberta De Roberto in Parks and Recreations
- Eleonora Reti in 7 giorni per cambiare
- Domitilla D'Amico in Brain on Fire
- Alessia Amendola in I Want You Back
- Angela Brusa in Venom
- Federica De Bortoli in It Ends With Us - Siamo noi a dire basta

Da doppiatrice è sostituita da:
- Laura Chiatti in Pets - Vita da animali, Pets 2 - Vita da animali
- Letizia Scifoni in Zootropolis, Big Mouth
- Alessandra Cassioli in Lorax - Il guardiano della foresta
- Monica Bertolotti in Marco e Star contro le forze del male
- Alessia Amendola in Cattivissimo me 3
- Domitilla D'Amico in Lego Batman - Il film
- Sara Ferranti in Muppet Babies
- Benedetta Ponticelli in The Electric State
- Annalisa Platania in Ugly Americans